# Taiyuan (köping i Kina, Hunan)
Taiyuan (kinesiska: 台源, 台源镇) är en köping i Kina. Den ligger i provinsen Hunan, i den södra delen av landet, omkring 140 kilometer sydväst om provinshuvudstaden Changsha. Antalet invånare är 52384. Befolkningen består av 24 624 kvinnor och 27 760 män. Barn under 15 år utgör 18,0 %, vuxna 15-64 år 71 %, och äldre över 65 år 9,0 %.
Genomsnittlig årsnederbörd är 1 676 millimeter. Den regnigaste månaden är maj, med i genomsnitt 269 mm nederbörd, och den torraste är oktober, med 41 mm nederbörd.